# Kurier Słupecki
Kurier Słupecki – tygodnik regionalny. Teren rozpowszechniania to gminy powiatu słupeckiego, gmina Witkowo oraz część powiatu konińskiego i gnieźnieńskiego (razem obszar zamieszkiwany przez prawie 100 tysięcy mieszkańców).
Tygodnik tworzy kilkanaście osób. Czasopismo relacjonuje życie regionu, posiada stałe rubryki (historyczna, gawęda, kulinarna, podróżnicza itd...).
Tygodnik powiązany z portalem slupca.pl.